# Козьмин, Юрий Михайлович
Ю́рий Миха́йлович Козьми́н (21 декабря 1883, Пензенская губерния — 23 мая 1916, Псков) — русский офицер, военный лётчик. Герой Первой мировой войны.

## Биография
Родился 21 декабря 1883 года, потомственный дворянин.  
С 1904 года после окончания Николаевского инженерного училища был произведён в подпоручики и выпущен был в 15-й саперный батальон.  
В 1907 году произведён в поручики. 
С 1911 года после окончания Авиационного отдела Офицерской воздухоплавательной школы, был произведён в штабс-капитаны и назначен обер-офицером 10-й воздухоплавательной роты в г. Бердичев. 
Весной 1912 года был командирован в авиационный отдел офицерской воздухоплавательной школы в г. Гатчина.
С весны 1913 года обер-офицер Брест-Литовского крепостного авиационного отряда. 
Участник Первой мировой войны. 
Летал на аппаратах "Фарман" и "Ньюпор".
С 1914 года начальник 19-го корпусного авиационного отряда. 
С 1915 года лётчик 33-го корпусного авиационного отряда. 
С 30 ноября 1915 года военный лётчик Эскадры воздушных кораблей "Илья Муромец". 
С 5 декабря 1915 года переведен военным лётчиком в 7-ю воздухоплавательную роту. 
На начало 1916 года военный лётчик 7-го авиационного парка.
31 марта 1916 года за храбрость был награждён Георгиевским оружием:
За то,  что состоя в 10-й воздухоплавательной роте 33-го авиационного отряда, в ночь на 6-е августа 1915 г., получив предписание коменданта Новогеоргиевской крепости о вылете, он, как заведующий имуществом авиационного отряда, должен был уничтожить все запасные аппараты и моторы, мастерские, автомобили и прочее, что выполнил под разрывами неприятельских тяжелых снарядов, и только после этого он вместе с офицером-наблюдателем вылетел из осажденной крепости. Подъем был совершен под сильным огнем противника, обстреливавшего поднимавшиеся аппараты; в это время взрывались форты и горели склады огнестрельных припасов; несмотря на это и на исключительно трудные условия полета из-за сильного тумана, порывистого ветра и обстрела противником в пути, он достиг расположения наших войск, спасши офицера и аппарат, и доставил сведения об осажденной крепости
22 мая 1916 года потерпел аварию при совершении учебного полета близ г. Псков, и 23 мая умер от полученных ран.
Из Пскова тело Ю.М.Козьмина было перевезено и захоронено на кладбище военной авиационной школы в Гатчине.

## Награды
- Орден Св. Станислава II степени (1914 г.)
- Георгиевское оружие (1915 г.)
- Орден Св. Анны IV степени с надписью "за храбрость" (1916 г.)
- Орден Св. Анны II степени (1916 г.)